# 七つの呪い
『七つの呪い』（ななつののろい、原題：英: The Seven Geashes）は、アメリカ合衆国のホラー小説家クラーク・アシュトン・スミスが1934年に発表した短編ホラー小説。クトゥルフ神話の1つで、『ウィアード・テイルズ』1934年10月号に掲載された。
タイトルの「Geash」(ゲッシュ)はアイルランド語（ケルト語）から持ってきている。
スミスによる、古代神話ファンタジーで、ブラックユーモアあふれる寓話的な作風となっている。ヒューペルボリアの地理と生物相への詳細な情報源となる作品である。

## あらすじ
コモリオムの行政長官ラリバール・ヴーズ卿は、蛮族・ヴーアミ狩りの途中、妖術師エズダゴルの儀式の場に踏み込んでしまう。儀式を台無しにされた妖術師は怒り、ヴーズに呪いをかけ、邪神ツァトゥグァへの貢物とする。妖術師は怪鳥ラフトンティスを案内につけて、ヴーズをヴーアミタドレス山の地下洞窟へと追いやる。
強力な呪いによって操られたヴーズはツァトゥグァ神の御前へと出たものの、しかしたまたま満腹であったツァトゥグァは、ヴーズに新たな呪いをかけて蜘蛛神アトラク＝ナクアへの貢物とする。しかし誰も生贄ヴーズを受け取らず、ヴーズは次々と呪いを加えられながら、妖術師ハオン＝ドル、蛇人間、アルケタイプ、アブホースへとたらい回しにされる。
ヴーズは価値を否定され続け、不浄の根源アブホースにさえ拒絶される。第七の呪いは、荒廃してわびしい地獄の地、外世界を目指すこと。もちろん外世界とは、ヴーズのやって来た地上そのものである。第七の呪いが成就すれば、ヴーズは地上に帰ることができる。
七つの呪いをかけられたヴーズの後ろを、アブホースの幼体がついていき、ヴーズはアトラク＝ナクアが蜘蛛糸で橋を架けた深淵の淵にさしかかる。前方の鈍重生物（おぞましいナマケモノ）が橋を渡り終わるまで、ヴーズが待っている所に、後方からアブホースの幼体がサイズを増し涎を垂らしながら迫る。ヴーズは橋を渡り始めるが、足元の蜘蛛糸が破れ、底なしの淵を真っ逆さまに落ちていく。これが七つの呪いの結末であった。

## 主な登場人物
ラリバール・ヴーズ卿
首都コモリオムの行政長官であり、王族。唯物論者であり、超自然の迷信を軽蔑する。高い地位と優れた武勇ゆえの、傲慢さがある。
怪鳥ラフトンティス
妖術師エズダゴルの使い魔である怪鳥。ヴーアミタドレス山の地下世界を知り尽くしており、呪いをかけられたラリバール・ヴーズを導く。
妖術師エズダゴル
貧相な老妖術師。ヴーズに儀式を邪魔されたことに怒り、武器をすべて捨ててツァトゥグァの生贄になるよう第一の呪いをかける。
ツァトゥグァ
おぞましき怠惰なる神。満腹だったために貢物を拒否し、アトラク＝ナクアの生贄になるようヴーズに第二の呪いをかける。
アトラク＝ナクア
蜘蛛の神。谷に糸橋をかける仕事を理由にヴーズを相手にせず、ハオン＝ドルへの生贄になるよう第三の呪いをかける。
妖術師ハオン＝ドル
人類以前の種族の妖術師。たった一人では数多くの使い魔達の餌としては足りなすぎるという理由から、ヴーズに第四の呪いをかけて蛇人間のもとへ向かわせる。
蛇人間
化学者達。人類種族のサンプルを求めていないという理由から、ヴーズに催眠術（第五の呪い）をかけてアルケタイプの所へ向かわせる。
アルケタイプ
人類の始祖種。ヴーズらヒューペルボリア人を自分の子孫種と認めないという理由から、アブホースに子と間違えられて食べられてしまうよう第六の呪いをかける。
アブホース
最古の不浄の源たる存在であり、絶え間なく分裂しては、生み出した分体を再吸収し続けている。ヴーズが自分の分裂体ではないことに気づき、食べたことがない危険物を食べて腹を壊したくないという理由から、第七の呪いをかけて外世界を探させる。

## 影響・評価
ラヴクラフトの創作理念コズミック・ホラーとは全く異なる作品でありながら、後にクトゥルフ神話大系に位置付けられることになる。ラヴクラフトが描こうとした意思疎通のできない異生物ではなく、本作に登場する神々や生物のメンタルは人間（古代種。ヒューペルボリア人）にとても近い。フランシス・レイニーによるクトゥルフ神話最初の用語辞典は、本作をはじめとするスミス神話の神々がラヴクラフト神話の中に配置されるような構成になっており、これをアーカム・ハウスのオーガスト・ダーレスが認めたことで事実上の公式設定化した。ツァトゥグァ以外のスミスの神が、クトゥルフ神話に取り込まれて高い知名度を得ているのは、レイニーによる成果である。
ハオン＝ドルについては、スミスは別作品『ハオン＝ドルの館』を構想していたが、書かれることはなかった。メモと草稿が現存しており、ハイパーボリア時代と20世紀アメリカがクロスする物語だったという。リン・カーターはハオン＝ドルを主人公にして『深淵への降下』という作品を書いており、この作品は『七つの呪い』のカーター版でもある。
19世紀に神智学を興したヘレナ・P・ブラヴァツキーによると、人類は7段階の進化をしてきたと説明され（7つの根源人種）、超古代大陸には高度な文明社会があったという主張が人気を博した。本作品はこの思想を踏まえたものではないかと指摘されることがある。

### 日本人による評価
大瀧啓裕は創元推理文庫版の解説にて「ヒュペルボレオスの作品のいくつかはクトゥルー神話にとりこまれているが、「神」のあつかいがスミスとラヴクラフトでは大きく異なっている。スミスにとっての神はあくまで登場人物の一人でしかない。スミスが思わせぶりな書き方をしないのは、正確な描写を入念な言葉の選択によって実現する文体のしからしめるものである」と述べている。
東雅夫は「ヒューペルボリアに棲息する邪神や怪生物の奇想博物誌といった趣もある、興味尽きない異色編。随所に発揮されるグロテスクなユーモアは、スミスならではのものだ」と解説している。
ナイトランド叢書版の解説にて、安田均は「クトゥルフの旧支配者たちが出てくるのが興味深いが、話自体も諸国巡りで少し長いが面白い。GEASはスミスによるとケルト語で発音は「ガス」か「ゲシュ」らしいが、ここでは慣用のギアスとした」と解説している。
朱鷺田祐介は「後のクトゥルフ神話への影響という点では、スミスはまさに世界を広げたと言っていい」「その顕著な例がヒューペルボレアの魔界を次々と巡るクトゥルフ神話版地獄篇『七つの呪い』（The Seven Geases:1934）である」と述べている。

## 収録
- 『クトゥルー4』青心社、池田勝子訳
- 『ヒュペルボレオス極北神怪譚』創元推理文庫、大瀧啓裕訳
- 『魔術師の帝国2 ハイパーボリア篇』ナイトランド叢書、安田均訳

## 関連作品
影響を受けたもの
- シークレット・ドクトリン（1888） - ヘレナ・P・ブラヴァツキーの神智学の著書（オカルト本）。
- 影の王国（1929） - ロバート・E・ハワードによる短編。ヴァルーシアの蛇人間が登場する。

影響を与えたもの
- クトゥルー神話小辞典（1943） - フランシス・レイニーによる事典。スミスの神々をラヴクラフト年代記中に織り込んでいる。;影響を与えたもの
- 深淵への降下（1980） - リン・カーターによるクトゥルフ神話であり、スミスの『七つの呪い』を書き改めたもの。主人公はハオン＝ドル。「エイボンの書」の一部という体裁を取っており、実書籍『エイボンの書』に収録された。
- 星から来て饗宴に列するもの（1984） - リン・カーターによるクトゥルフ神話。『七つの呪い』の初期アイデアから、登場人物の名前を流用している。